# Handelsmarke
Als Handelsmarke (auch Eigenmarke, englisch private label) bezeichnet man Produkte und Produktreihen (Markenwaren), deren Markenzeichen sich in der Inhaberschaft eines Handelsunternehmens bzw. einer Handelsorganisation befinden. Bei kleineren Betrieben ist auch von einer Hausmarke die Rede. Sie werden in der Regel nur in eigenen Betrieben des Markeneigners oder in den einer Verbundgruppe des Handels angeschlossenen Einzelhandelsbetrieben verkauft.

## Konzeption
Je mehr Filialen ein Einzelhandelsunternehmen oder je mehr Mitglieder eine Verbundgruppe des Handels hat, desto eher lohnt es sich für sie, Eigenmarken zu entwickeln und zu führen. Sie haben die Wahl zwischen mehreren Markentypen: (mit zunehmendem Qualitäts- und Preisniveau) Gattungsmarken (no names), normale („klassische“) Handelsmarken und Premium-Handelsmarken. Der Begriff „Premiummarke“ (für Handels- wie für Herstellermarken) ist weder wettbewerbsrechtlich noch markenrechtlich geschützt und deshalb frei verfügbar.

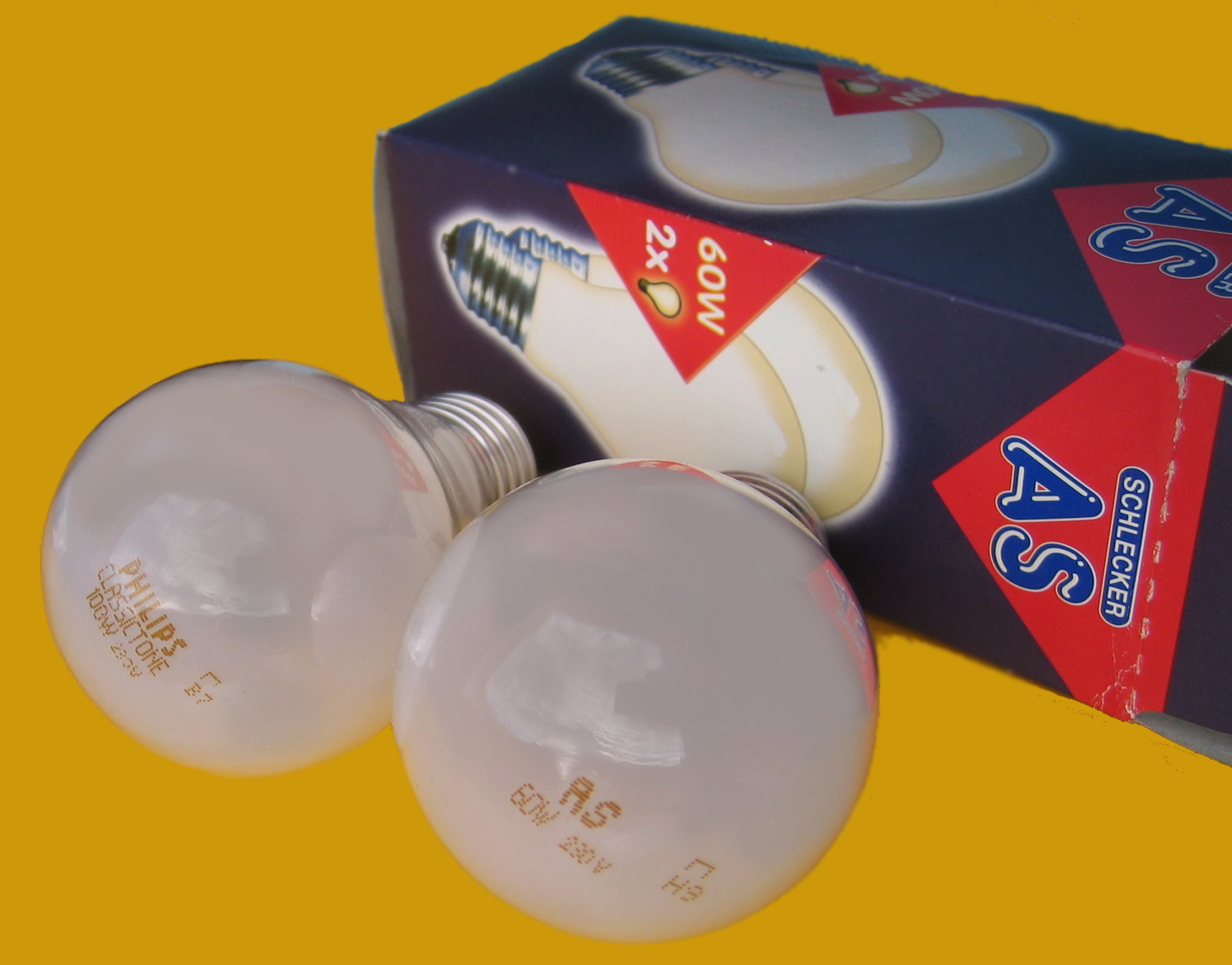
Glühlampe als Handelsmarke „AS“ des ehemaligen Unternehmens Schlecker, hergestellt bei Philips

## Beweggründe
Handelsmarken lohnen sich für Handelsunternehmen aus mehreren Gründen: Die Handelsmarken werden nicht von Mitbewerbern angeboten, so dass die Eigenmarken großer Handelsunternehmen wegen fehlender Vergleichbarkeit freier in der Gestaltung ihrer Preispolitik sind. 
Handelsunternehmen nutzen folgende Einflussfaktoren, um sich im Wettbewerb zu differenzieren: Qualität der Ware, Verpackungsinhalte, Verpackungsgestaltung und Listenverkaufspreis (LVP). Die Wareneinstandspreise für Handelsmarken sind grundsätzlich niedriger als die aufwändig beworbener Herstellermarken; ihre Verkaufspreise können bei gleicher Kalkulation unter den Verkaufspreisen von Herstellermarken liegen und eine besondere Preisleistung des Handelsunternehmens signalisieren. Das Eigenmarken führende Handelsunternehmen kann diese bei verschiedenen Herstellern beziehen, die untereinander im Wettbewerb stehen; daher können Exklusivverträge über Handelsmarken mit dem günstigsten Produzenten abgeschlossen werden. Einige wenige Handelsunternehmen haben auch eigene Produktionsstätten. Manchmal sind Handelsmarken völlig oder weitgehend identisch oder baugleich mit anderen Markenwaren (Herstellermarken).
Die entscheidenden Motive für das Führen von Handelsmarken sind:
- die Unabhängigkeit von den großen Markenwarenherstellern, deren Marketingdruck durch Push- oder Pull-Methoden sich die Handelsunternehmen und -gruppen durch Eigenmarken entziehen können.
- die Chance, das eigene Sortiment bzw. das Unternehmensimage durch unverwechselbare Artikel zu profilieren. Besonders zur Profilierung geeignet sind Handelsmarken in Warengruppen des Einzelhandels mit hoher Preiselastizität der Nachfrage und als „Gegenmarken“ zu bekannten Herstellermarken. Zur Ausschöpfung der Profilierungschance, namentlich durch preisgünstige und zugleich qualitativ hochwertige Eigenmarken, sind eine professionelle Betreuung (Handelsmanagement) und psychostrategisches Vorgehen unabdingbar.[3]
- die Festigung von Kundenbindung. Da die Eigenmarken eines Unternehmens meist nur in dessen eigenen Vertriebsstätten gekauft werden können, besteht für Kunden ein Anreiz, diese bei positiver Produkterfahrung erneut aufzusuchen.[4]
- Der Wechsel der Lieferanten bei gleichbleibender Verpackung, oder regional unterschiedliche Lieferanten bei landesweitem Auftritt der Handelsmarke einer Kette.

In der wirtschaftswissenschaftlichen Literatur werden weitere, weniger offensichtliche Gründe für das Führen von Eigenmarken bzw. die Förderung des Eigenmarkenverkaufs genannt. Beispielsweise profitieren Unternehmen mit vertikal integrierter Lieferkette (Supply Chain) von hohen und stabilen Eigenmarkenverkäufen durch Skaleneffekte in der Produktion sowie die Auslastungsoptimierung der konzerneigenen Zulieferbetriebe.
In den Jahren nach der Einführung des Euro als Bargeld (1. Januar 2002) schnellte der Marktanteil von Handelsmarken empor: er stieg von 28 % (2001) auf 41,3 % (2008). Die gefühlte Teuerung nach der Euro-Einführung veranlasste viele Konsumenten zum Wechsel.
Seit 2010 haben viele die Discounter verstärkt auf Premium-Handelsmarken (= Handelsmarken, unter denen Premium-Qualität versprochen wird) gesetzt.
In der EU weichen angesichts der Inflation von 2022/23 wieder viele Verbraucher auf Eigenmarken aus.

## Funktionen
Ursprünglich erfüllte jede Marke drei Funktionen: 1. Identifizierungsfunktion (Wiedererkennung und Unterscheidbarkeit), 2. Herkunftsbestimmungsfunktion („Visitenkarte“ für den Markeneigner), 3. Unterstützungsfunktion (Werbewirkung und Image). Mit zunehmender Verfeinerung des Markenwesen und der Emanzipation der Handelsmarke fort von der Kopie- oder Anhängemarke sind für sie neue Funktionen hinzugetreten. Der Wirtschaftswissenschaftler Hans-Otto Schenk unterscheidet acht spezifische Funktionen der Handelsmarke:
- Preisleistungsfunktion (Dokumentation der preislichen Leistungsfähigkeit gegenüber sortengleichen oder -ähnlichen Herstellermarken);
- Sortimentsleistungsfunktion (Dokumentation der eigenen und unverwechselbaren Alternativangebote);
- Profilierungsfunktion (Dokumentation eines eigenständigen Leistungs-/Sortimentsprofils zur Abhebung von der Konkurrenz);
- Polarisierungsfunktion (Dokumentation eines Gegenpols zu anderen eigenen Betriebstypen und zu anderen Betriebstypen der Konkurrenz);
- Spannensicherungsfunktion (Ertragsverbesserung durch wenig beeinflussbare Kalkulation der eigenen Marken, Heraushalten aus Preiskämpfen und Preisschleuderei);
- Gewerbliche Schutzfunktion (durch Inanspruchnahme des Warenzeichenschutzes Schutz vor Konkurrenten und/oder Nachahmern);
- Solidarisierungsfunktion (Handelsmarken als organisatorisches Bindemittel und Stärkung des Zusammengehörigkeitsgefühls in kooperativen Handelssystemen);
- Innovationsfunktion (Potenzial zur Entwicklung neuartiger Produktalternativen oder Markenkonzepte durch Handelsunternehmen).[7]

## Abgrenzung zu Herstellermarken
Handelsmarken stehen in Konkurrenz zu Herstellermarken. Beide sind Markenwaren, d. h. mit dem Rechtsschutz eines Markenzeichens, der Marke, ausgestattete Konsumgüter. „Herstellermarken und Handelsmarken unterscheiden sich prinzipiell weder nach Qualität noch nach bestimmten Produkteigenschaften, sondern lediglich durch die jeweilige Markeneignerschaft und durch die Disposition über die Gestaltung der Marke.“
Handelsmarken sind ein wirksames Marketinginstrument zur Kundenbindung an Einkaufsstandorte beziehungsweise Handelsketten. Sie sind häufig im unteren und mittleren Preis- beziehungsweise Qualitätssegment angesiedelt. Durch den Wettbewerb im deutschen Einzelhandel werden vergleichbare Artikel verschiedener Handelsmarken (ausgenommen der „Premiummarken“) von Lebensmitteleinzelhändlern und Drogerien in aller Regel zum gleichen Preis und in der gleichen Packungsgröße verkauft, sofern es sich nicht um Sonderangebote handelt. Insbesondere in Deutschland werden Handelsmarken vermehrt auch als Instrument zur Preisdifferenzierung, Profilierung und strategischen Marktpositionierung eingesetzt. Die Differenzierung hat vor allem bei den Handelsmarken zu neuartigen Erscheinungsformen geführt (Gattungsmarken oder no names, Premiummarken, Sortimentsmarken, Dachmarken). Auch entstehen im Rahmen vertikaler Kooperationen, etwa beim selektiven Vertrieb, Misch- oder Hybridformen.
Bei unabhängigen Tests der Stiftung Warentest wurde seit Jahrzehnten immer wieder festgestellt, dass es zahlreiche Baugleichheiten von Hersteller- und Handelsmarken gibt und dass keine der beiden Kategorien grundsätzlich qualitativ überlegen ist. Beim Preis-Leistungs-Verhältnis liegen meist Handelsmarken vorne (überdurchschnittliche Qualität zu unterdurchschnittlichem Preis).
Einige Handelsmarken, z. B. Elite oder Mibell waren früher Herstellermarken, die später von Handelsketten gekauft/übernommen wurden.

## Kritik
Laut einem Forschungsbericht der Fernuniversität Hagen aus dem Jahr 2009 bewirke die zunehmende Verbreitung von Handelsmarken folgendes:
- Die Aktionshäufigkeit von Markenartikeln nimmt ab, das Preisniveau steigt an.
- Im Preiswettbewerb liegt für einzelne Hersteller der Zwang nahe, die Produktqualität zugunsten der Produktionskosten zu senken.
- Produktinnovationen tragen nicht zum gesteigerten Preisniveau bei, da bei Handelsmarken im Vergleich zu Herstellermarken eher Imitation statt Innovation zu beobachten ist. Preisdruck durch Handelsmarken führt wahrscheinlich zu Einsparungen seitens Herstellermarken, die auch und oft vor allem Forschung und Entwicklung betreffen.
- Zunehmende Verbreitung von Handelsmarken zieht die Auslistung von Herstellermarken aus dem Sortiment der Händler nach sich. Die Artikelvielfalt nimmt ab.

## Gerichtsverfahren
Im Januar 2025 urteilte das Landgericht Düsseldorf (Urt. v. 16. Januar 2025, Az. 14 d O 14/24), dass Eigenmarken ihre Produkte auch unter Produktionspreis verkaufen dürfen.